# Parazous
Els parazous (Parazoa, gr. παρα-, para, "al costat de", i ζωα, zoa, "animal") són un tàxon amb categoria de subregne que se situa a la base de l'arbre filogenètic del regne animal en oposició al subreí Eumetazoa ; agrupa les formes més primitives, caracteritzades per no posseir teixits pròpiament dits o que, en tot cas, aquests teixits estan només parcialment diferenciats. En general agrupa un únic tall, Porifera, que no tenen músculs, nervis i òrgans interns, cosa que els assembla en molts casos a una colònia cel·lular més que a un organisme multicel·lular pròpiament dit. Tots els altres animals són eumetazoos, que sí que posseeixen teixits diferenciats.
De vegades, Parazoa reuneix Porifera amb Archaeocyatha, un grup d'esponges extintes de vegades considerades un tall a part. En altres casos s'inclou Placozoa, depenent dels autors.

## Descripció
Els parazous es diferencien dels seus ancestres, els coanoflagel·lats, en què no són microscòpics i tenen diferenciació cel·lular. No obstant això, són un grup a part de l'arbre filogenètic dels animals, donat que no tenen veritables teixits. Els únics parazous vivents són les esponges, les quals pertanyen a l'embrancament de les esponges de mar, i els placozous (amb només quatre espècies descrites).
Els parazous són asimètrics, a diferència de tots els altres grups d'animals, que presenten alguna mena de simetria. Actualment hi ha unes 5.000 espècies, 150 de les quals són d'aigua dolça. Les larves formen part del plàncton, mentre que els adults estan fixats a alguna mena de substrat sòlid.

## Cladística
S'estima que la divisió entre parazous i eumetazous es va produir fa uns 940 milions d'anys.
Actualment es considera que els parazous són un grup parafilètic. No se l'inclou en la majoria d'anàlisis cladístiques. Quan se'n fa referència, de vegades se'l considera equivalent a l'embrancament de les esponges de mar.
Alguns autors inclouen els placozous, un embrancament format per una única espècie, Trichoplax adhaerens, dins els parazous, encara que de vegades també els situen en el subregne dels agnotozous.